# Orosz Júlia
Orosz Júlia (Budapest, 1908. március 3. – Budapest, 1997. október 19.) magyar opera-énekesnő (szoprán).

## Életpályája
Orosz István és Sipos Julianna lánya. Apja a Zeneakadémia főportásaként dolgozott, ahol 1923 és 1928 között tanulmányait végezte. Nagy sikerű koncerteket adott hazai városokban és Franciaország-szerte. Színpadra legelőször Mozart Don Giovanni című operájának Elvira szerepében lépett a mai Erkel Színház elődjében, a Városi Színházban. 1929-ben debütált az Operaházban Blondeként (Mozart: Szöktetés a szerájból). Az operaház társulatának csaknem négy évtizedig volt a tagja, 1969-ig magánénekese, vezető lírai szopránja, később örökös taggá választották. Szinte mindenfajta szerepkörben otthonos volt, a legsokoldalúbb operaénekesnők egyike volt, aki lírai és drámai szerepekben egyaránt kimagasló alakítást nyújtott, többi kortársa közül elsősorban tökéletes énektechnikájával emelkedett ki. Elsősorban Mozart és Puccini operáiban énekelt. Pályafutása alatt számos európai operaházban fellépett vendégként. Fellépett nagyoperettekben is (Lehár, Strauss). 1966-ban a rádióban vele készült az első kísérleti sztereó hangfelvétel, amelyen operaáriákat énekelt az Magyar Rádió és Televízió szimfonikus zenekar kíséretével. 1997. október 19-én halt meg Budapesten.

## Magánélete
Házastársa Pongrácz (Pollák) László zeneszerző volt, akihez 1932. január 4-én Budapesten, a Terézvárosban ment nőül. 1945 után a Magyarországot felügyelő szovjet helytartó politikai garnitúra vezetőjének, Vorosilov marsallnak állandó szeretője volt. Bizonyos alkalmakkor magyar politikusokkal történő tárgyalásaikra is elvitték más színésznőkkel együtt.

## Főbb szerepei
- Bizet: Carmen – Micaela

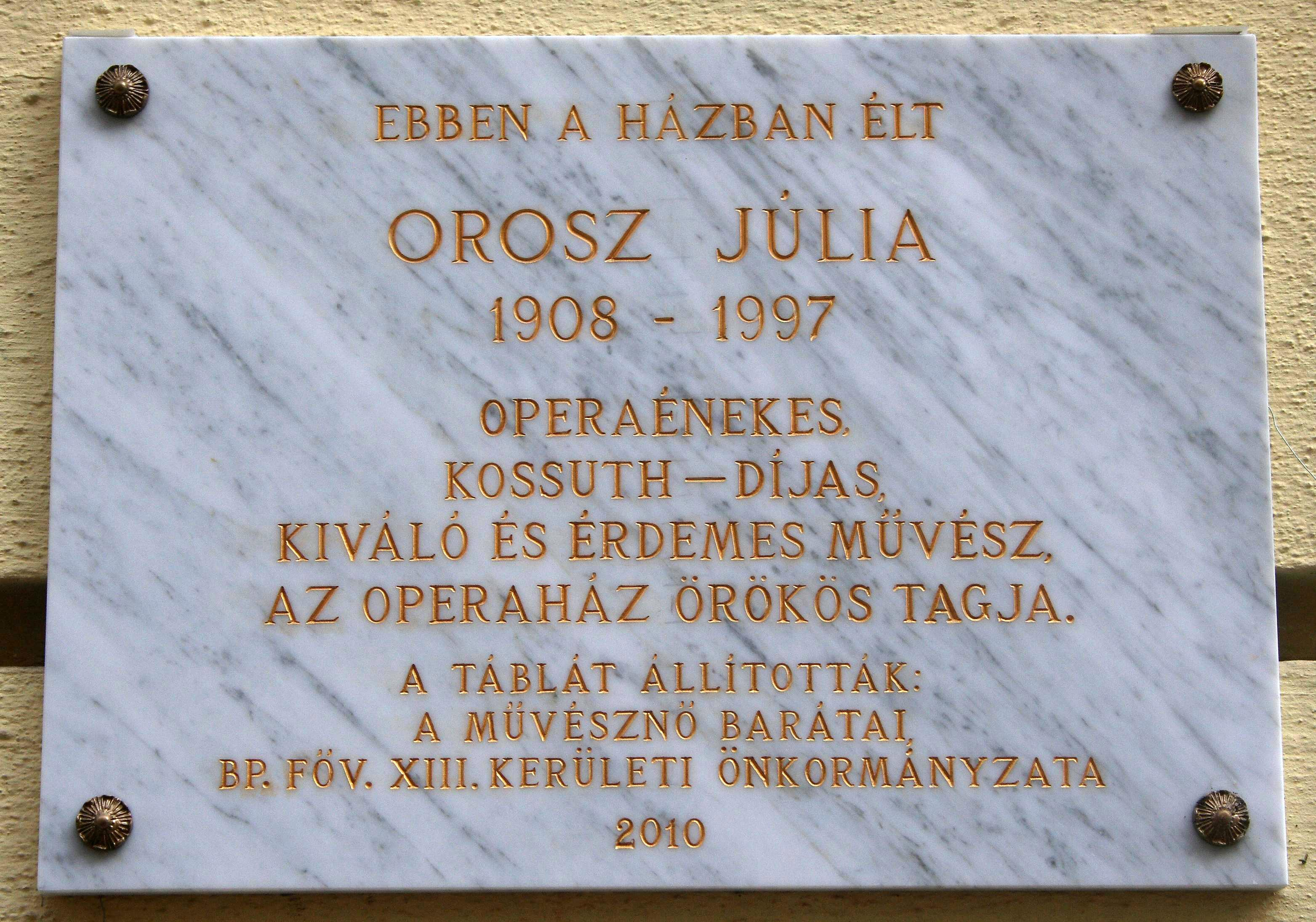
Emléktáblája Hollán Ernő utcai háza falán

- Erkel: Hunyadi László – Gara Mária
- Gounod: Faust – Margit
- Janáček: Katja Kabanova – Katja Kabanova
- Leoncavallo: Bajazzók – Nedda
- Mozart: Szöktetés a szerájból – Blonde
- Mozart: Figaro házassága – Susanna
- Mozart: Don Giovanni – Donna Elvira
- Offenbach: Hoffmann meséi – Antonia
- Puccini: Bohémélet – Mimi
- Puccini: Tosca – Tosca
- Puccini: Pillangókisasszony – Cso-cso-szán
- Puccini: Turandot – Liu
- Respighi: A láng – Monica
- Strauss: A cigánybáró – Szaffi
- Strauss: A denevér – Adele
- Verdi: Traviata – Violetta
- Verdi: Otello – Desdemona
- Verdi: Falstaff – Alice
- Wagner: Lohengrin – Elza
- Wagner: A nürnbergi mesterdalnokok – Éva

## Díjai
- A Magyar Népköztársasági Érdemérem arany fokozata (1951)
- Érdemes művész (1953)
- Munka Érdemrend (1954)
- Kossuth-díj – II. fokozat (1956)
- Kiváló művész (1959)
- A Magyar Köztársasági Érdemrend középkeresztje (1994)